# Lokalni izbori u Labinu 2025.
Lokalni izbori u Gradu Labinu održani su 18. svibnja 2025. godine. Bili su to redoviti lokalni izbori u Republici Hrvatskoj. Na ovim izborima birali su se vijećnici Gradskog vijeća Grada Labina (njih 15), kao i gradonačelnik sa zamjenikom gradonačelnika. Istoga dana izabirali su se vijećnici za županijsku skupštinu Istarske županije, te župan sa zamjenicima. Izbori su se na području Grada Labina odvijali na 16 biračkih mjesta. Prethodni lokalni izbori održani su 2021. godine.
Na mjestu gradonačelnika Valtera Glavičića zamijenio je Donald Blašković.

## Pozadina
Reformom lokalne samouprave 1993. godine područje dotadašnje Općine Labin podijeljeno je na Grad Labin i još četiri općine. Na izborima 1993., 1997. i 2001. godine u Labinu pobjeđuje IDS, kojemu pripadaju i gradonačelnici Marin Brkarić (1993. – 2000.) i Tulio Demetlika (2000. – 2005.). Godine 2005. IDS prvi puta ne uspijeva dobiti natpolovični broj vijećnika. Od tadašnjih 15 vijećnika, IDS-u je pripalo 7 mjesta u vijeću. Koaliciju sklapaju SDP, HSU, te koalicijska lista HNS-a, IDF-a, LS-a, HSS-a i Zelenih ("Lista za Labin"). Oni su zajedno imali 7 vijećnika, a presudnim osmim glasom podrške HDZ-a, gradonačelnik je postao Bruno Hrvatin (SDP). Problemi u odnosima između SDP-a i HSU-a rezultirali su raspadom te koalicije, pa je ostatak mandata SDP bio u koaliciji s IDS-om.  Temeljem tog novog koalicijskog dogovora, Tulio Demetlika (IDS) ponovno postaje gradonačelnik 2007. Na tom mjestu ostaje do 2017. godine, temeljem pobjede na neposrednim izborima za gradonačelnika 2009. i 2013. godine. U oba navrata IDS-ova lista osvaja jedno vijećničko mjesto manje od potrebne većine, a do presudne većine dolazi koalicijom s BDSH-om. Pritom treba spomenuti da je 2013. IDS na izbore izašao na zajedničkoj listi s HNS-om i HSU-om. Na lokalnim izborima 2017. godine ista koalicija dobiva većinu u vijeću (9 od 17 mandata), a njihov kandidat Valter Glavičić postaje gradonačelnik pobjedom u prvom krugu. Na lokalnim izborima 2021. godine pobjeđuje koalicija IDS-a i ISU-a koja osvaja 9 od 15 vijećnika, a novi mandat osvaja Valter Glavičić u prvom krugu. Godine 2024. održani su izbori za vijeća svih sedam mjesnih odbora Grada Labina. Na tim izborima IDS dobiva 27 od 39 vijećničkih mjesta i većinu u svim VMO-ima. SDP-u je pripalo 11 vijećnika, a HDZ-u jedno mjesto.

## Rezultati izbora za gradsko vijeće
- Nezavisna lista - nositelj Donald Blašković: 2267 glasova (47,24 %)
- IDS, ISU, HSU: 1544 glasa (32,18 %)
- Možemo!: 421 glas (8,77 %)
- SDP: 292 glasa (6,08 %)
- HDZ: 274 glasa (5,71 %)

Ukupni broj prijavljenih birača bio je 9539, a glasalo je njih 4858 (50,9 3 %). Važećih listića bilo je 4798 (98,76 %), a nevažećih 60 (1,24 %).

### Izabrani vijećnici
- Nezavisna lista - nositelj Donald Blašković: 8 (Donald Blašković, Goran Vlačić, Nena Ružić, Nino Bažon, Vedrana Faraguna Cvečić, Damir Kadoić Balaško, Mateo Tomić, Vladimir Milošević)
- IDS, ISU, HSU: 5 (Valter Glavičić, Federika Mohorović Čekada, Lari Zahtila, Ivana Škopac, Elma Karić)
- Možemo!: 1 (Mladen Bastijanić)
- SDP: 1 (Ifet Bešić)

Donald Blašković i Goran Vlačić izabrani su za gradonačelnika i zamjenika gradonačelnika, a njihova mjesta u vijeću preuzeli su Danijela Meštrović i Fajdo Begović. Za predsjednicu vijeća izabrana je Nena Ružić. Za potpredsjednika vijeća iz redova predstavničke većine izabran je Nino Bažon. Za potpredsjednicu iz redova predstavničke manjine izabrana je Federika Mohorović Čekada. Valter Glavičić stavio je mandat u mirovanje te ga mjenja Tijana Kocijel. Zbog nespojivih dužnosti u vijeće nije ušla Ivana Škopac, a zamijenio ju je Dean Nestorović.

## Rezultati izbora za gradonačelnika
- Donald Blašković: 2562 glasa (52,69 %)
- Valter Glavičić (IDS, ISU, HSU): 1729 glasova (35,56 %)
- Dean Zahtila (Možemo!): 273 glasa (5,61 %)
- Nenad Boršić (HDZ): 233 glasa (4,79 %)

Za gradonačelnika je u 1. krugu izabran nezavisni kandidat Donald Blašković, a za njegovog zamjenika Goran Vlačić. Donald Blašković prethodno je bio predsjednik labinske podružnice IDS-a, no podnio je ostavku, a stranku je napustio dva mjeseca prije lokalnih izbora.